# カーネーション (お笑いコンビ)
カーネーションは、吉本興業に所属する日本の男女お笑いコンビ。NSC大阪校30期出身、2017年12月25日結成。旧コンビ名はTHIS IS パン。

## メンバー
岡下 雅典（おかした まさのり、1986年8月13日 - ）（39歳）
ボケ・ネタ作成担当、立ち位置は向かって左。
- 大阪府枚方市出身。
- 身長175 cm、体重65 kg、血液型A型。
- 旧芸名は、THIS IS 岡下（ディス イズ おかした）。
- 特技はモノマネ。お笑い芸人や有名人をはじめ細かな形態模写まで、レパートリーは幅広い。よく披露するのは津田篤宏（ダイアン）、中田カウス（中田カウス・ボタン）、ケンドーコバヤシなど。
- ギターやハーモニカの演奏ができる。
- 実家は堺市にある立呑み居酒屋を経営している。
- 2017年9月から2021年11月6日まで「THIS IS 岡下」の芸名で活動していた。過去によしもと漫才劇場で2回開催した主催ライブのタイトル「THIS IS OKASHITA」を漢字表記にして用いている。
- 2021年11月6日に、芸名を本名に再改名した。
- 胸元に大きく“THIS IS”と書かれたTシャツを衣装で着用していたが、本名に再改名してからはスーツを着用するようになった。

吉田 結衣（よしだ ゆい、1989年3月17日 - ）（36歳）
ツッコミ担当、立ち位置は向かって右。
- 大阪府高石市出身。
- 出生地は千葉県。
- 身長150 cm、体重48 kg、血液型B型。
- 趣味・特技はパン作り。2012年にパンシェルジュ検定3級、2014年に2級に合格。
- 学生時代にソフトテニス部に所属しており、キャプテンを務めていた。
- 多いときには家にホームベーカリーを3台所持しており、劇場の芸人仲間のために自分で焼いたパンを一度に40個持っていったこともある。
- 日本テレビ『得する人損する人』で、“得損ヒーローズ”の一員である“バタコやん”として活躍。
- よしもと部活動プロジェクト「料理部」に所属。
- フジテレビ『とんねるずのみなさんのおかげでした』の「細かすぎて伝わらないモノマネ選手権」に、“オシャレすぎる料理研究家”（第21回大会）、“笑顔の人”（第22回大会、第3回紅白モノマネ合戦、第23回大会）、“定食屋の奥さんの笑顔”（第31回大会）で計5回出演。
- 上記の後継番組である「ザ・細かすぎて伝わらないモノマネ」（第1回大会）は、岡下とコンビ揃って出演した。

## 来歴
- 以前はそれぞれ別のコンビを組んでいたが2017年1月にシンクロック（吉田）[8]、同年8月にコーンスターチ（岡下）が解散。M-1グランプリ2017に出場するため吉田が岡下へ声を掛け、一時的なユニットとして始動する（結果は3回戦進出）[9]。
- お互いピン芸人での仕事と並行しながらユニットでのライブ出演を重ね、岡下からの誘いで2017年12月25日に正式に結成する運びとなった[10]。
- 結成翌年のM-1グランプリ2018では3回戦進出（1回戦で一度敗退するも、再エントリー制度を利用して3回戦まで進出した[11]）、2019年・2021年は準々決勝進出、2022年では準決勝に進出した。
- 結成当初は大阪で活動していたが、2018年4月より東京進出[12]。現在は東京を拠点に活動している。
- 旧コンビ名の由来は、岡下のかつての芸名の一部である「THIS IS」と吉田の好きな「パン」を組み合わせたもの。
- 令和2年度NHK新人お笑い大賞にて決勝進出[13]。
- 2024年9月9日に開催された単独ライブ「超完成」で、コンビ名を「カーネーション」に改名することを発表。2人が持ち寄った案である「カーネーション」、ラフレクランからの改名を経験しているコットンの「ナンプラーバカンス」、シシガシラの名付け親であるタバやん。（カゲヤマ）の「刺激タイム」、学天即からの改名を経験しているガクテンソクの「アセットマネジメント」の4つの候補から占いで鑑定した結果で、現在のコンビ名が選ばれた[14]。

## 賞レース戦歴

### M-1グランプリ
| 年度（回）       | 結果         | エントリー No. | 会場                   | 日程     | 備考           |
| ---------------- | ------------ | -------------- | ---------------------- | -------- | -------------- |
| 2017年（第13回） | 3回戦進出    | 3133           | よしもと漫才劇場       | 10月25日 |                |
| 2018年（第14回） | 3回戦進出    | 749            | ルミネtheよしもと      | 10月17日 |                |
| 2019年（第15回） | 準々決勝進出 | 1361           | NEW PIER HALL          | 11月19日 |                |
| 2020年（第16回） | 2回戦進出    | 349            | よしもと有楽町シアター | 11月5日  |                |
| 2021年（第17回） | 準々決勝進出 | 1231           | ルミネtheよしもと      | 11月17日 |                |
| 2022年（第18回） | 準決勝進出   | 1764           | NEW PIER HALL          | 11月30日 | 敗者復活戦15位 |
| 2023年（第19回） | 準々決勝進出 | 2141           | ルミネtheよしもと      | 11月22日 |                |
| 2024年（第20回） | 準々決勝進出 | 2301           | ルミネtheよしもと      | 11月21日 |                |

### その他
- 2020年 第7回NHK新人お笑い大賞 本戦出場
- 2024年 第54回NHK上方漫才コンテスト 決勝進出

## 主な出演

### テレビ
過去のレギュラー番組
- キャスト（朝日放送テレビ、2019年4月2日 - 2020年3月24日）火曜・午後5時台「いまこのパンが香ばしい」 - 吉田のみ

その他
- ネタパレ（フジテレビ）
- ザ・細かすぎて伝わらないモノマネ（フジテレビ）
- オスカル!はなきんリサーチ（テレビ朝日）
- 本能Z（CBCテレビ）
- 前略、西東さん（中京テレビ）
- 吉本超合金A（テレビ大阪）
- 10人旅（フジテレビ） - 岡下のみ
- ウチのガヤがすみません!（日本テレビ） - 岡下のみ
- オールザッツ漫才2017（MBSテレビ） - 岡下のみ
- 千原ジュニアの座王（関西テレビ） - 岡下のみ
- とんねるずのみなさんのおかげでした（フジテレビ） - 吉田のみ
- レディース有吉（フジテレビ） - 吉田のみ
- 得する人損する人（日本テレビ） - 吉田のみ
- 内村てらす Season 2（日本テレビ） - 吉田のみ
- スクール革命!（日本テレビ） - 吉田のみ
- NEWSな2人（TBSテレビ） - 吉田のみ
- 東京らふストーリー（テレビ朝日） - 吉田のみ
- ごきげんライフスタイル よ〜いドン!（関西テレビ） - 吉田のみ
- モモコのOH!ソレ!み〜よ!（関西テレビ） - 吉田のみ
- 有吉の壁第3回若手予選会（日本テレビ）

### インターネットテレビ
- 芸人代理戦争（AbemaTV）

### ラジオ
現在のレギュラー番組
- おいでよ!青春る（文化放送、2022年9月27日 - ） - アオハルナビゲーター（火曜日担当）

過去のレギュラー番組
- 松井愛のすこ〜し愛して♡（MBSラジオ、2015年4月1日 - 2018年3月28日）水曜「てつじのグルメ愛から手帖」 - 吉田のみ

その他
- マイナビ Laughter Night（TBSラジオ）

### CM
- レイクALSA 「酒と泪と男と女」編（2022年12月15日 - ）[16]

## 単独ライブ
- THIS IS パン単独ライブ「THIS IS THIS IS パン 〜イチゴジャム〜」（2018年4月8日、道頓堀ZAZA HOUSE）
- THIS IS パン単独ライブ「THIS IS THIS IS パン 〜イチゴジャム〜」（2018年11月13日、ヨシモト∞ドーム ステージⅡ）
- 「THIS IS THIS IS パン vol.2 〜ブルーベリージャム〜」（2019年5月3日、ヨシモト∞ドーム ステージⅠ）
- 「THIS IS THIS IS パン vol.3 〜マーマレードジャム〜」（2019年10月14日、ヨシモト∞ドーム ステージⅠ）
- 「THIS IS THIS IS パン vol.4 〜ピーナッツクリーム〜」（2020年8月15日、ヨシモト∞ドーム ステージⅠ）
- 「THIS IS THIS IS パン vol.5 〜チョコレートクリーム〜」（2021年1月9日、ヨシモト∞ドーム ステージⅠ）
- 「THIS IS THIS IS パン vol.6」（2021年7月20日、ヨシモト∞ドーム ステージⅠ）
- THIS IS パン∞ホール初単独ライブ「超完成」（2024年9月9日、ヨシモト∞ホール）

## 出囃子
- ↑THE HIGH-LOWS↓「胸がドキドキ」
- ↑THE HIGH-LOWS↓「THE GOLDEN AGE OF ROCK'N' ROLL 〜ロックンロール黄金時代〜」
- スピッツ「花泥棒」